# 龍野城
龍野城（たつのじょう）は、兵庫県たつの市龍野町上霞城（播磨国揖保郡（のち揖西郡））龍野にあった日本の城。別名霞城。

## 概要
明応8年（1499年）に塩屋城の龍野赤松氏・赤松村秀が龍野に鶏籠山城を築いた。以後は政秀、広貞、広秀と続いたが、天正5年（1577年）に開城して赤松氏から豊臣秀吉の手に渡り、播磨平定後、姫路城を本拠として整備した秀吉は新たに蜂須賀正勝を置いた。
江戸時代の万治元年（1658年）に京極高和の丸亀移転の際に破却されたが、寛文12年（1672年）に脇坂安政によって龍野城が再建された。この際山頂の郭は放棄され、山麓居館部のみの陣屋形式の城郭になった。明治から大正時代には旧制中学校や兵庫県立龍野高等女学校が置かれた。昭和50年代に櫓や御殿などが再建されていき、現在の本丸御殿は1979年（昭和54年）に再建されたものである。
2011年（平成23年）11月には龍野商工会議所青年部の創設30周年を記念し、3日間限定で発泡スチロール製の天守が設置された。

## 遺構
石垣のみが残っているが、御殿、武具櫓、隅櫓、埋門が再建されている。この他、東門が市内揖保川町の浄栄寺山門として、大手門が同じく揖保川町の因念寺山門として、それぞれ移築され現存する。因念寺山門は市の有形文化財に指定されている。また、どこの門かは定かではないが、市内揖保川町の光遍寺山門および揖保郡太子町常全の蓮光寺山門が城門を移築したものであると伝わる。

## 歴代城主
- 1506-1577年（永正3-天正5年）〈赤松4代〉赤松村秀、政秀、広貞、広秀
- 1580-1587年（天正8-天正13年） 蜂須賀正勝
- 1587-1589年（天正13-天正15年） 福島正則
- 1589-1594年（天正15-文禄3年） 木下勝俊
- 1594-1595年（文禄3-文禄4年） 小出吉政
- 1595-1600年（文禄4-慶長5年） （豊臣政権蔵入地、石川光元城番）
- 1600-1617年（慶長5-元和3年）〈池田3代〉輝政、利隆、光政（城代・荒尾成房、池田長明）
- 1617-1626年（元和3-寛永3年） 本多政朝
- 1626-1632年（寛永3-寛永9年） 小笠原長次
- 1633-1636年（寛永10-寛永13年） 岡部宣勝
- 1637-1658年（寛永14-万治1年） 京極高和
- 1672-1871年（寛文12-明治4年） 〈脇坂10代〉安政、安照、安清、安興、安弘、安実、安親、安薫、安宅、安斐

## 交通
- JR姫新線・本竜野駅から徒歩20分

## 周辺情報
- たつの市立龍野歴史文化資料館
- 龍野公園
  - 聚遠亭、野見宿禰神社、龍野神社
- 白鷺山公園
- 武家屋敷資料館
- 霞城館・矢野勘治記念館
- うすくち龍野醤油資料館本館・別館
- 揖保乃糸資料館そうめんの里

## イベント
- 「龍野さくら祭と武者行列」など例年、各種行事が行なわれている[4]。

## 画像

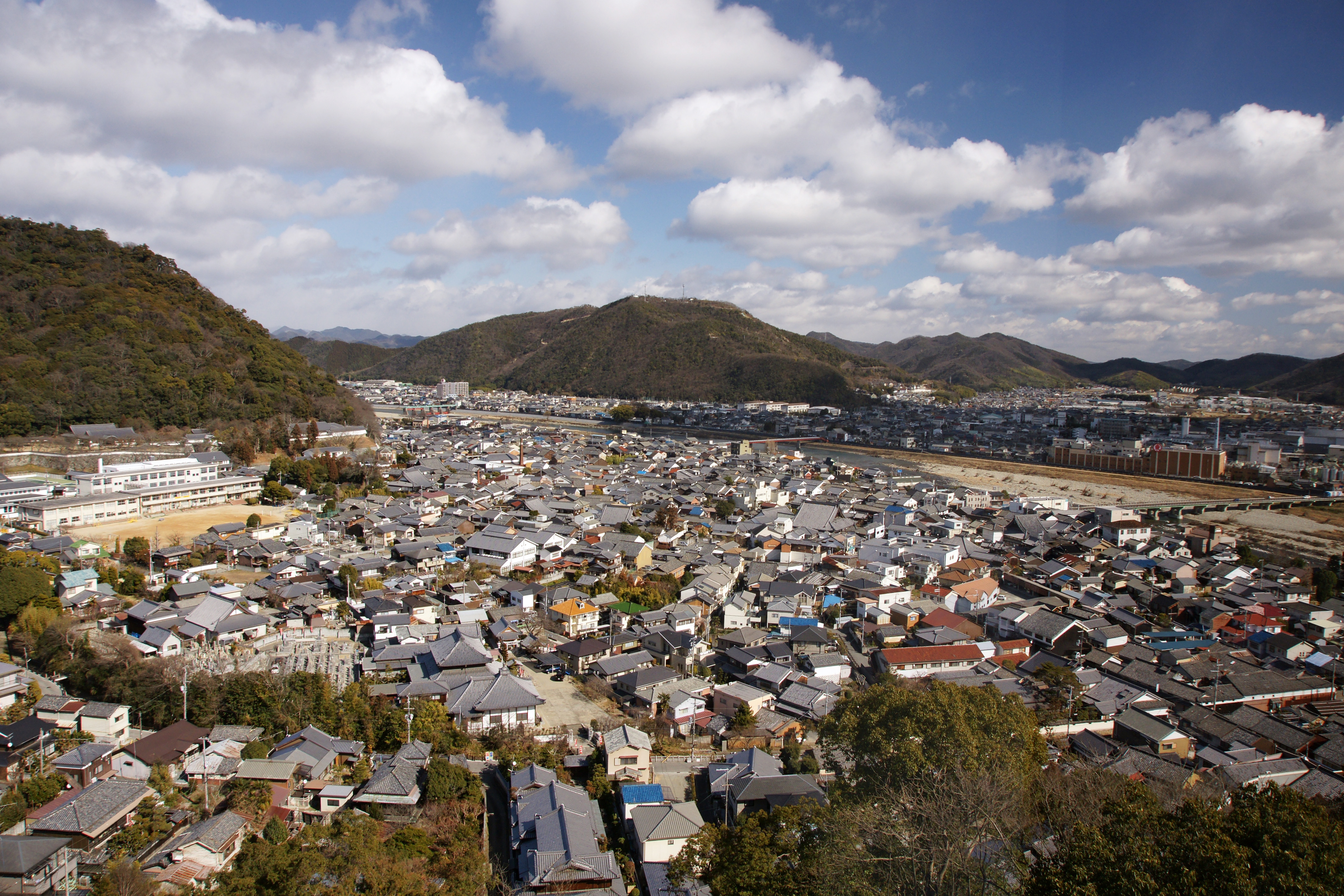
白鷺山から城下町を俯瞰。左端が鶏籠山、その麓に龍野城跡。
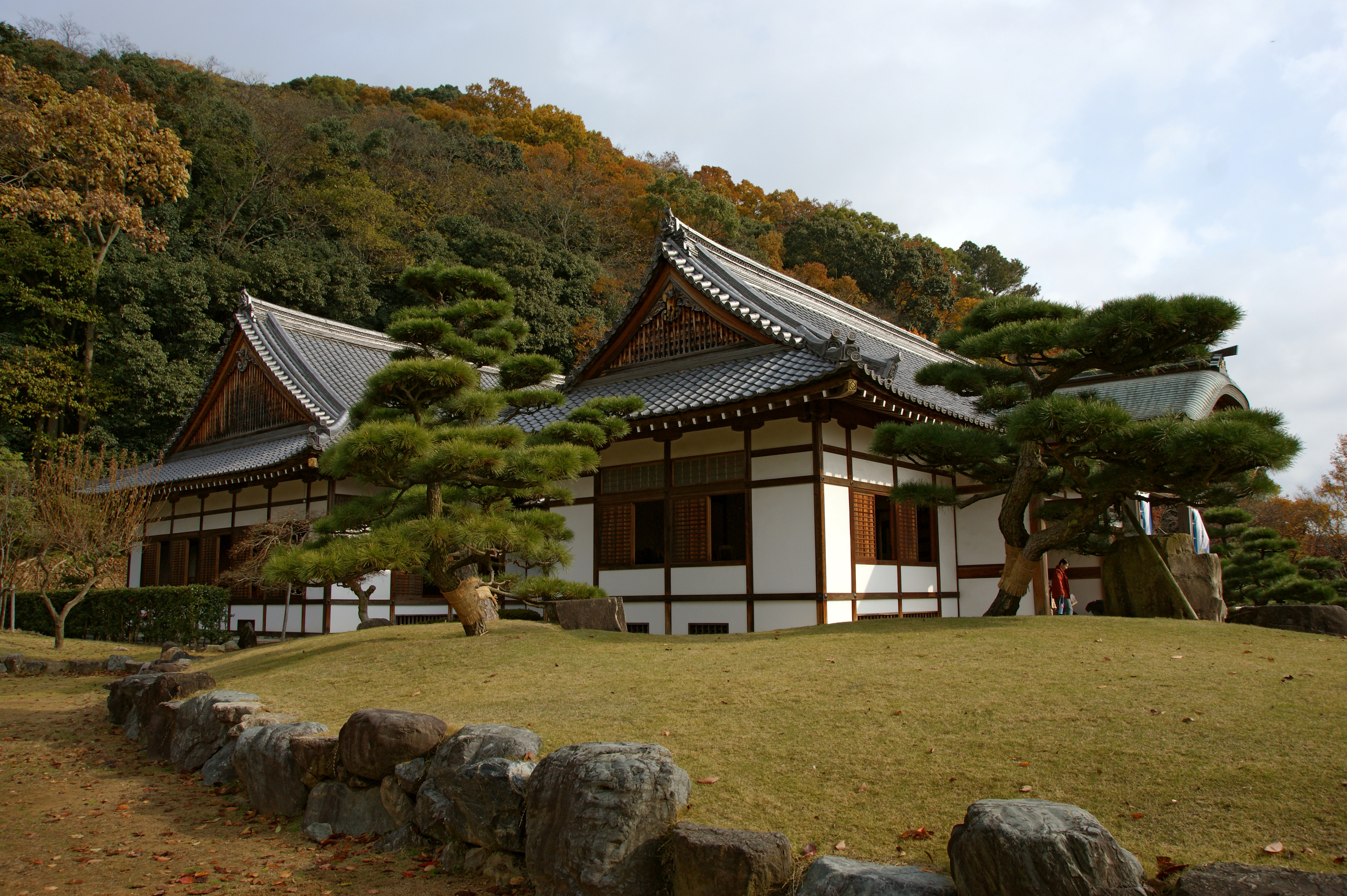
本丸御殿
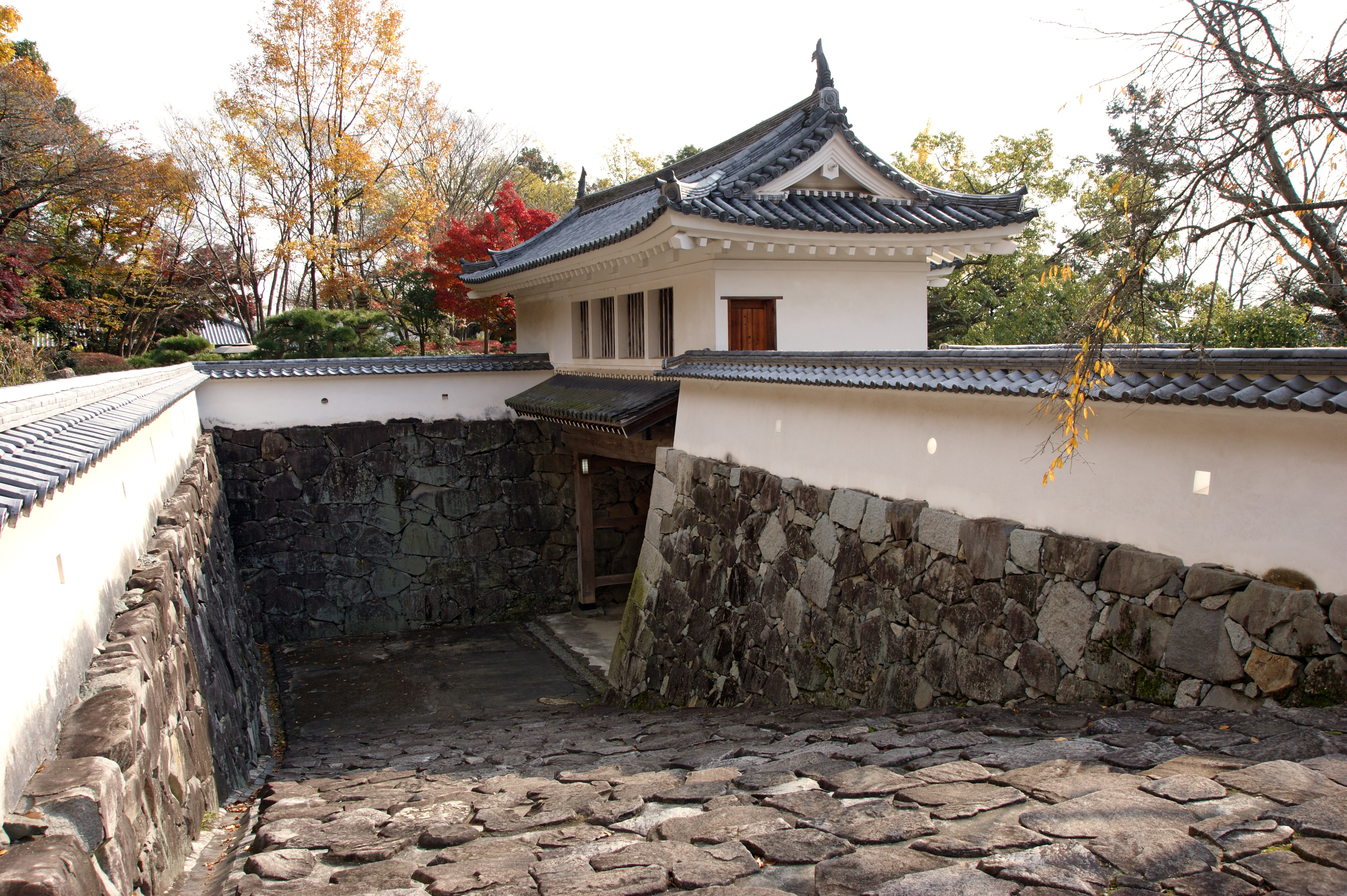
埋門（城内側）
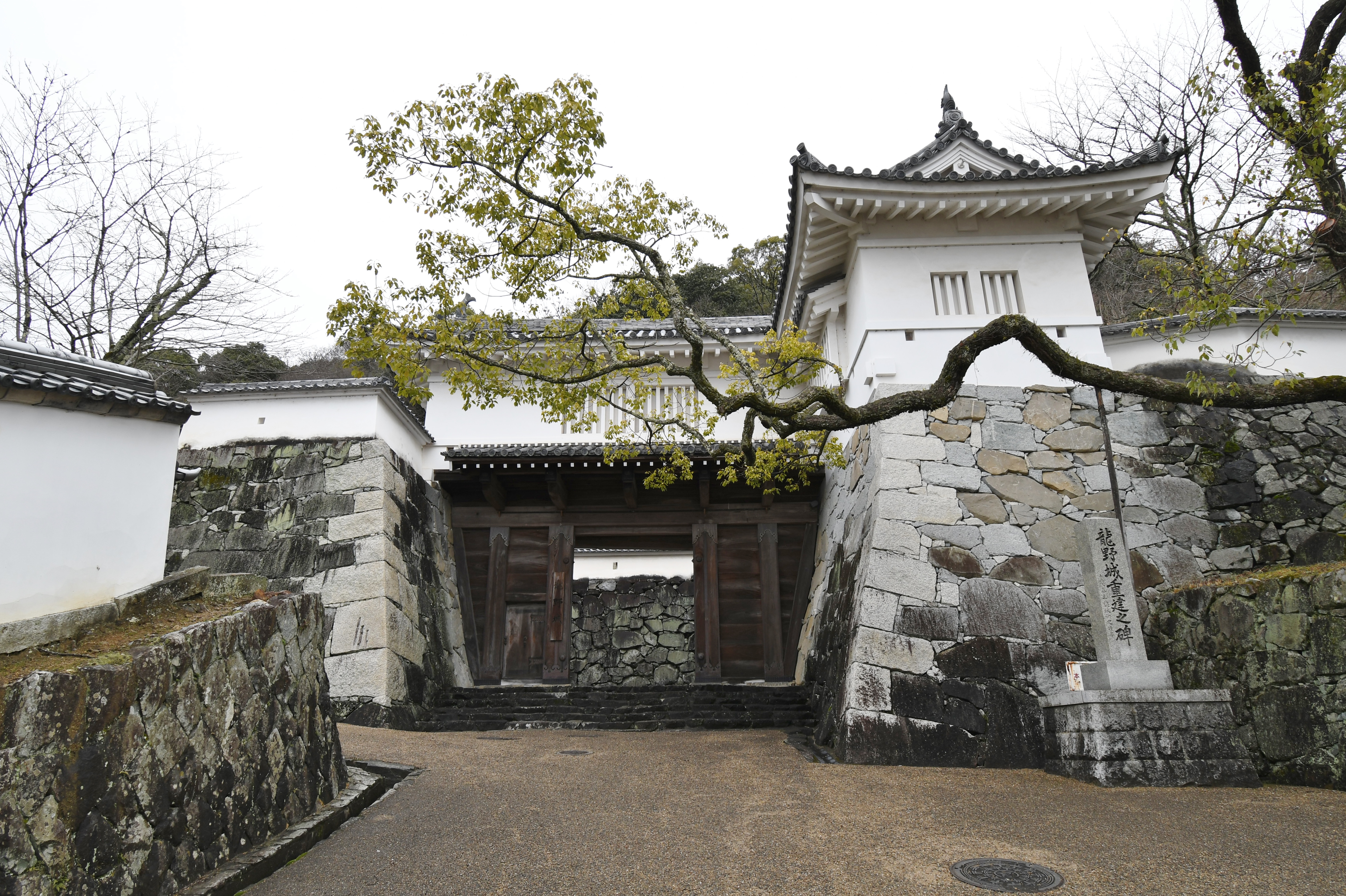
埋門（城外側）